# 初鄉
初鄉，是台灣南投縣鹿谷鄉的一個傳統地域名稱，位於該鄉西部偏北。相較於今日行政區，其範圍與初鄉村相近。

## 歷史
台灣清治末期至日治初期，初鄉地區為一街庄，稱為「初鄉庄」，隸屬於沙連堡。該庄北與後埔仔庄為鄰，東北與坪仔頂庄為鄰，東南與羗仔藔庄為鄰，西南邊為筍仔林庄，西邊及西北邊為江西林庄。
1901年（日治明治三十四年）11月，全台廢縣廳改設二十廳，該庄隸屬於斗六廳。1903年（明治三十六年）6月，該庄編入「羗仔藔區」，隸屬於南投廳。1909年（明治四十二年）10月，合併二十廳為十二廳，羗仔藔區改隸屬於南投廳。1920年（大正九年），全台地方制度大改正，廢十二廳改設五州二廳，該庄改制為「初鄉」大字，隸屬於臺中州竹山郡鹿谷庄。
戰後鹿谷庄改制為鹿谷鄉，隸屬於臺中縣，大字亦改制為村。1950年10月，中、彰、投分治，鹿谷鄉改隸屬南投縣。

## 聚落
本地區發展較早的聚落有粗坑頭、粗坑底、內苦瓜藔、水仔底等，在日治期初期的官方地圖上已有記載。此外，本地區尚有鞍頂、秀川、靖山、富林、初鄉、小溪頭、崎糠、四九日黑等聚落。

## 交通
國道3號又稱「福爾摩沙高速公路」，是貫穿台灣西部的兩條縱向高速公路之一，大致以北北西—南南東走向繞大彎轉東南東—西北西走向經過初鄉地區西北部邊界外不遠處。北上最近的交流道為竹山交流道，南下最近的南雲交流道，均以連絡線與省道台3線相接。由此等可快速前往台灣南北各地。
省道台3線（集山路二段～三段）俗稱「內山公路」，是臺北至屏東的幹道，大致以北北西—南南東走向轉東北—西南走向再轉北北東—南南西走向再轉東北東—西南西走向經過本地區西北部邊界外不遠處。由該道路向北北西轉北北東經國道3號竹山交流道連絡道路口後轉西北微北再轉北可前往名間、南投、草屯、霧峰等地；向西南西可前往竹山市區、林內、斗六、古坑等地。
縣道139號（仁愛路）是彰化至鹿谷初鄉的道路，其南側端點位於本地區中部偏西南的縣道151號路口。由此向東南蜿蜒而行，繞大彎轉東北再轉東微北，其後轉東南再轉東北東再轉北北東再轉東蜿蜒而行，由本地區東部邊界出境後經一髮夾彎後轉東北微北再轉北可前往集集、中寮、南投、芬園與員林／大村／花壇交界地帶、花壇與彰化交界地帶、彰化市區並止於省道台1線路口。
縣道151號（中正路三段）是延平至溪頭的道路，大致以西南—東北走向由本地區西部邊界中央偏南處入境後，繞大彎轉東南，經三個髮夾彎後轉西再轉北北西蜿蜒而行，其後轉東北蜿蜒而行，至縣道139號終點路口轉南南西再轉南南東再轉東南以至於本地區南部邊界出境。由該道路向西南轉西北可前往江西林地區南部的延平聚落並止於省道台3線路口；向東南可前往鹿谷（羗子寮）、車輄寮、內樹皮並止於溪頭收費停車場。

## 學校
- 初鄉國小